# Цілинна ділянка (Новомиколаївський район)
Цілинна ділянка — ботанічний заказник місцевого значення. Об'єкт розташований на території Новомиколаївського району Запорізької області, село Любицьке.
Площа — 2 га, статус отриманий у 1980 році.
Статус надано з метою збереження місць зростання лікарських рослин. Охороняється цілинна ділянка на степових та понижених терасах, що межує з будинком престарілих. Зростають череда, подорожник, гірчак, деревій.